# Dimophora evanialis
Dimophora evanialis là một loài tò vò trong họ Ichneumonidae.